# Ureaplasma parvum
Ureaplasma parvum — вид Ureaplasma, роду бактерій, що належить до родини Mycoplasmataceae.
Ureaplasma parvum раніше називалася Ureaplasma urealyticum biovar 1. Ureaplasma parvum є коменсалом матки, членом мікробіому матки, у здорових жінок репродуктивного віку.
Крім того, цей збудник може латентно інфікувати тканини ворсинок хоріона вагітних жінок, у такий спосіб впливаючи на результат вагітності.